# Coppa Svizzera 1987-1988
La Coppa Svizzera 1987-1988 è stata la 63ª edizione della manifestazione calcistica. È iniziata il 1 agosto 1987 e si è conclusa il 23 maggio 1988. Questa edizione della coppa vide la vittoria finale del Grasshopper.

## Squadre partecipanti
| Lega Nazionale A | Lega Nazionale B | Prima Lega Gruppo 1 | Prima Lega Gruppo 2 | Prima Lega Gruppo 3 | Prima Lega Gruppo 4 |
| ---------------- | ---------------- | ------------------- | ------------------- | ------------------- | ------------------- |

### 1º Turno Eliminatorio
Partecipano le squadre di Prima, Seconda e Terza Lega.
| Squadra 1         | Risultato | Squadra 2 |
| ----------------- | --------- | --------- |
| 1 e 2 agosto 1987 |           |           |

### 2º Turno Eliminatorio
Entrano in lizza le squadre di Lega Nazionale B.
| Squadra 1         | Risultato | Squadra 2 |
| ----------------- | --------- | --------- |
| 8 e 9 agosto 1987 |           |           |

### Trentaseiesimi di Finale
Entrano in lizza le 14 squadre di Lega Nazionale A.
| Squadra 1       | Risultato | Squadra 2 |
| --------------- | --------- | --------- |
| 18 ottobre 1987 |           |           |

### Sedicesimi di Finale
| Squadra 1        | Risultato      | Squadra 2      |
| ---------------- | -------------- | -------------- |
| 12 marzo 1988    |                |                |
| Bienne           | 2 - 3          | Servette       |
| Malley           | 0 - 0(7-8 dcr) | Étoile Carouge |
| Neuchâtel Xamax  | 3 - 1          | Lugano         |
| Young Boys       | 4 - 0          | Olten          |
| 13 marzo 1988    |                |                |
| Ascona           | 2 - 2(8-9 dcr) | Frauenfeld     |
| Bulle            | 4 - 1          | Bassecourt     |
| Echallens        | 2 - 1          | Friburgo       |
| Grenchen         | 1 - 2          | Sion           |
| Losanna          | 2 - 0          | Chênois        |
| Lucerna          | 3 - 2          | Locarno        |
| Mendrisio        | 0 - 1          | San Gallo      |
| Old Boys Basilea | 3 - 1          | Winterthur     |
| Wettingen        | 0 - 2          | Grasshoppers   |
| Zurigo           | 6 - 1          | Dübendorf      |
| 23 marzo 1988    |                |                |
| Soletta          | 3 - 0          | Buochs         |
| 27 marzo 1988    |                |                |
| Sciaffusa        | 1 - 0          | Baden          |

### Ottavi di Finale
| Squadra 1      | Risultato      | Squadra 2        |
| -------------- | -------------- | ---------------- |
| 26 marzo 1988  |                |                  |
| Étoile Carouge | 1 - 0          | Frauenfeld       |
| Grasshoppers   | 1 - 1(2-1 dcr) | Servette         |
| Losanna        | 0 - 1          | Zurigo           |
| 27 marzo 1988  |                |                  |
| Bulle          | 3 - 1          | Soletta          |
| Sion           | 0 - 3          | Neuchâtel Xamax  |
| 2 aprile 1988  |                |                  |
| Young Boys     | 1 - 0(d.t.s.)  | Old Boys Basilea |
| 9 aprile 1988  |                |                  |
| Sciaffusa      | 2 - 0(d.t.s.)  | Echallens        |
| 19 aprile 1988 |                |                  |
| Lucerna        | 2 - 4          | San Gallo        |

### Quarti di Finale
| Squadra 1       | Risultato      | Squadra 2      |
| --------------- | -------------- | -------------- |
| 19 aprile 1988  |                |                |
| Bulle           | 0 - 1          | Étoile Carouge |
| Neuchâtel Xamax | 1 - 1(4-5 dcr) | Young Boys     |
| Zurigo          | 1 - 2          | Grasshoppers   |
| 26 aprile 1988  |                |                |
| Sciaffusa       | 2 - 1(d.t.s.)  | San Gallo      |

### Semifinali
| Squadra 1      | Risultato     | Squadra 2    |
| -------------- | ------------- | ------------ |
| 10 maggio 1988 |               |              |
| Étoile Carouge | 1 - 2(d.t.s.) | Grasshoppers |
| Young Boys     | 0 - 1         | Sciaffusa    |

### Finale
| Arbitro: | Franz Gächter (Aarau) |

| |            | |
| Matthey 31’ César 56’                                                                                 | Marcatori  | |
| Brunner Stiel In-Albon Egli Bianchi Ponte (56' Stutz) Andermatt Gren (78' Imhof) Sforza Matthey César | Formazioni | Lehmann Fringer (73' Di Matteo) Mercanti Stoll Meier (73' Macher) Filomeno Dreher Graf Heydecker Thoma Engesser |
| Jara                                                                                                  | Allenatori | Frei |